# محمد بن مالك بن المنتصر
محمد بن مالك بن المنتصر راوي حديث من صغار التابعين. روى له البخاري في الأدب المفرد.

## روايته للحديث النبوي
- روى عن: أنس بن مالك.
- روى عنه: أبو بكر بن عبيد الله الثقفي.[1]
- الجرح والتعديل: ذكره ابن حبان في كتاب الثقات، وقال الذهبي: « لا يُعرف»،[2] روى له البخاري جديثًا في الأدب المفرد.[1]